# KBS 부산스페셜
《KBS 부산스페셜》 KBS 부산방송총국 제작/방송되는 텔레비전 프로그램이다.

## 기획 의도
부산광역시 지역 행사녹화와 재방 프로그램을 편성하는 프로그램이다.